# جنگ روسیه و عثمانی (۱۸۷۷–۱۸۷۸)
جنگ روسیه و عثمانی (۱۸۷۷–۱۸۷۸) جنگی میان امپراتوری عثمانی و ائتلاف ارتدکس شرقی به رهبری امپراتوری روسیه بود که در نهایت، به تشکیل چندین کشور بالکان انجامید. این جنگ که در بالکان و قفقاز روی داد، ریشه در ملی‌گرایی سده ۱۹ میلادی در میان ملت‌های بالکان داشت. اهداف روسیه نفوذ در بالکان و جبران شکست در جنگ کریمه، دستیابی دوباره به دریای سیاه بود.
در پایان جنگ، بلغارستان تحت عنوان شاهزاده‌نشین بلغارستان تبدیل به کشوری مستقل شد. همچنین، رومانی، مونته‌نگرو و صربستان از امپراتوری عثمانی جدا شدند. مناطق باتومی و قارص نیز جزئی از امپراتوری روسیه شدند. در ضمن، پس از کنگره برلین بوسنی‌هرزگوین به اتریش-مجارستان و قبرس به پادشاهی متحد بریتانیا تعلق گرفت.

## نگارخانه

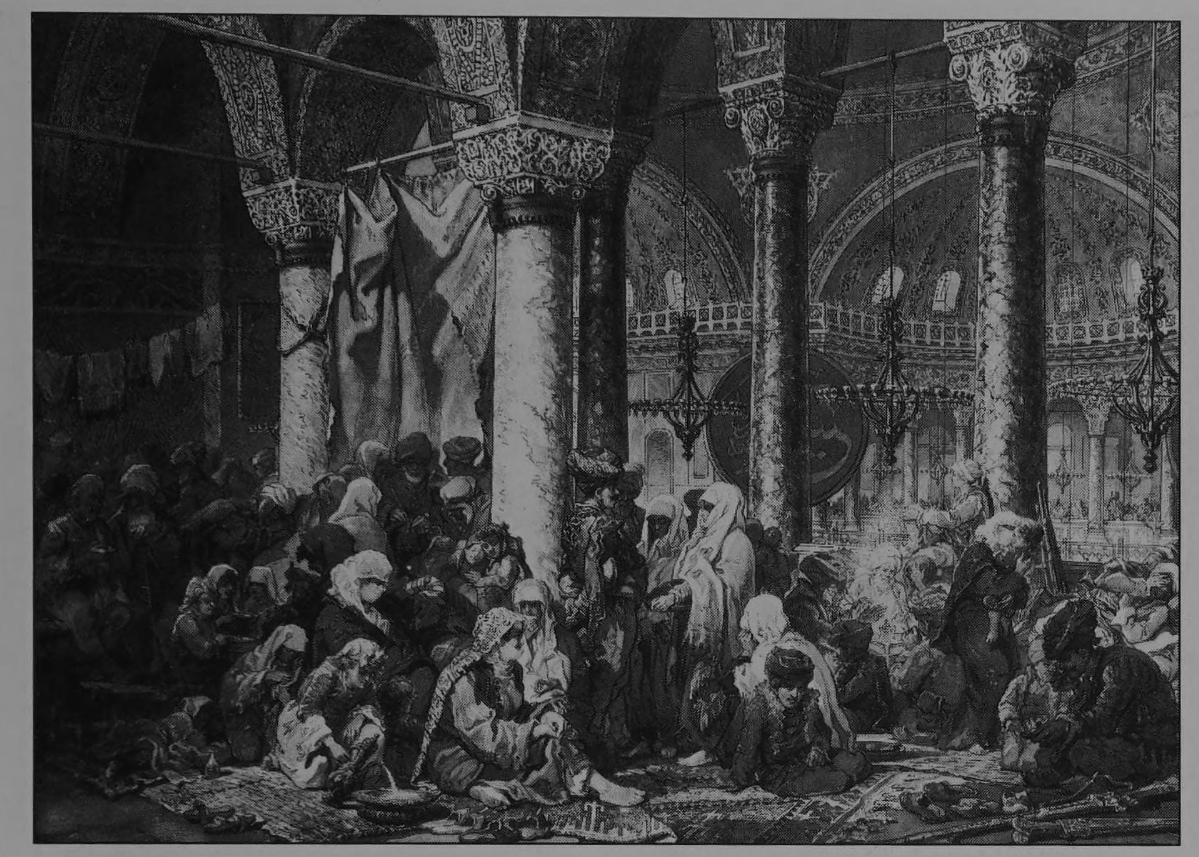
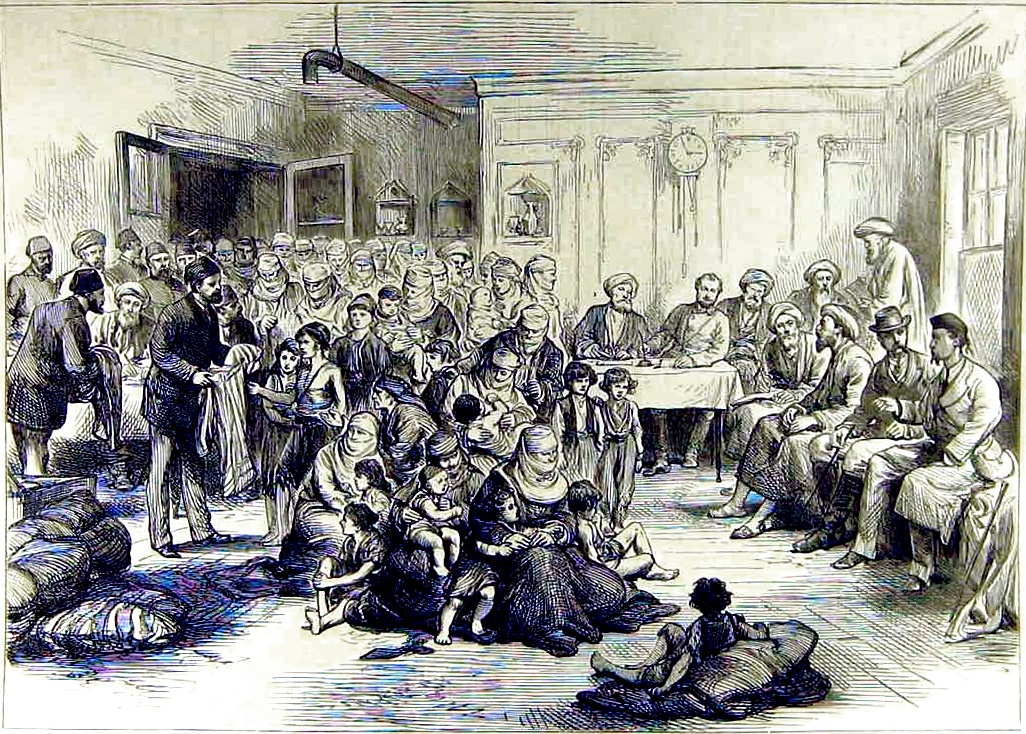
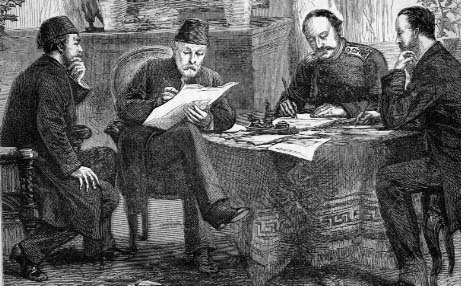
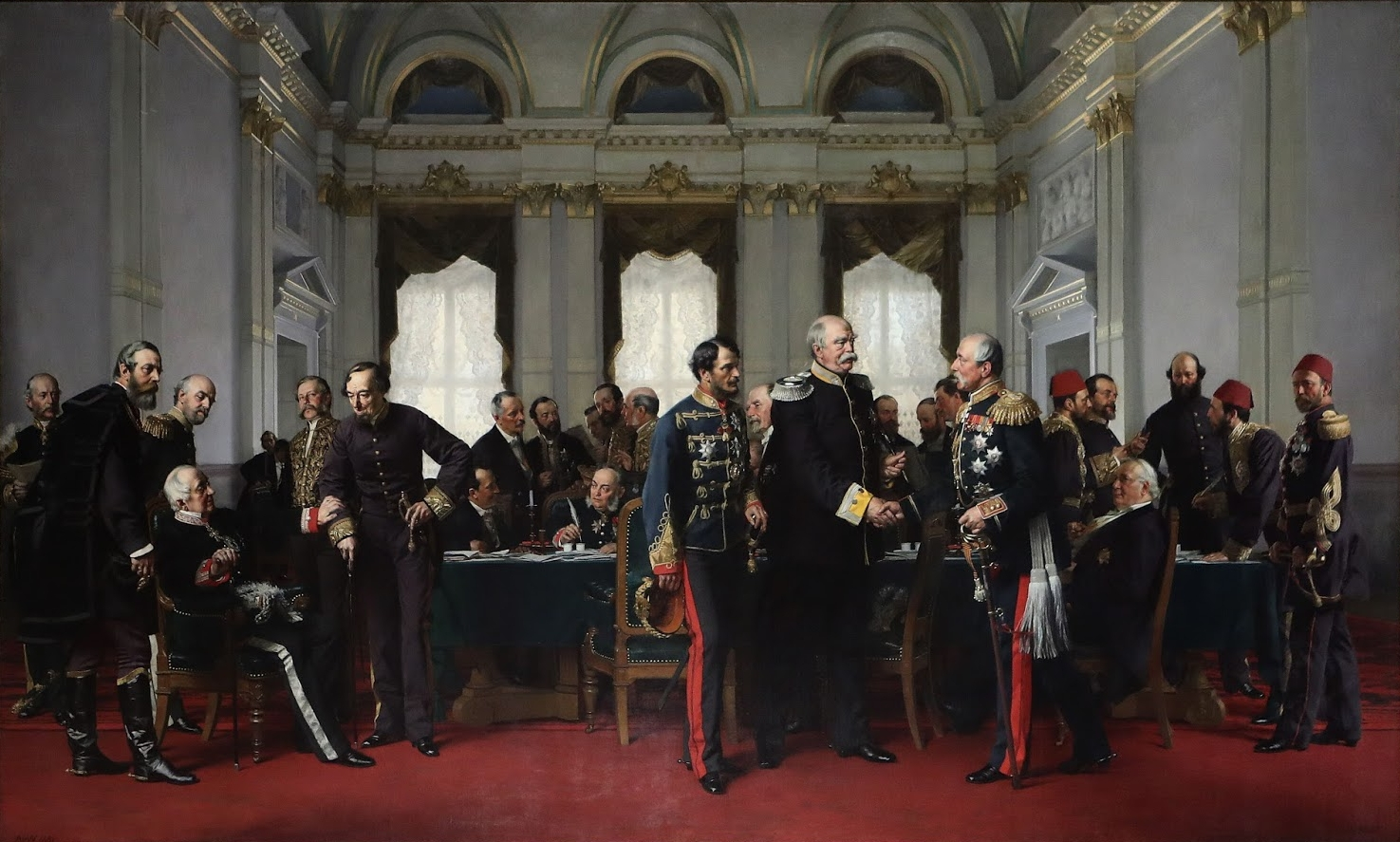
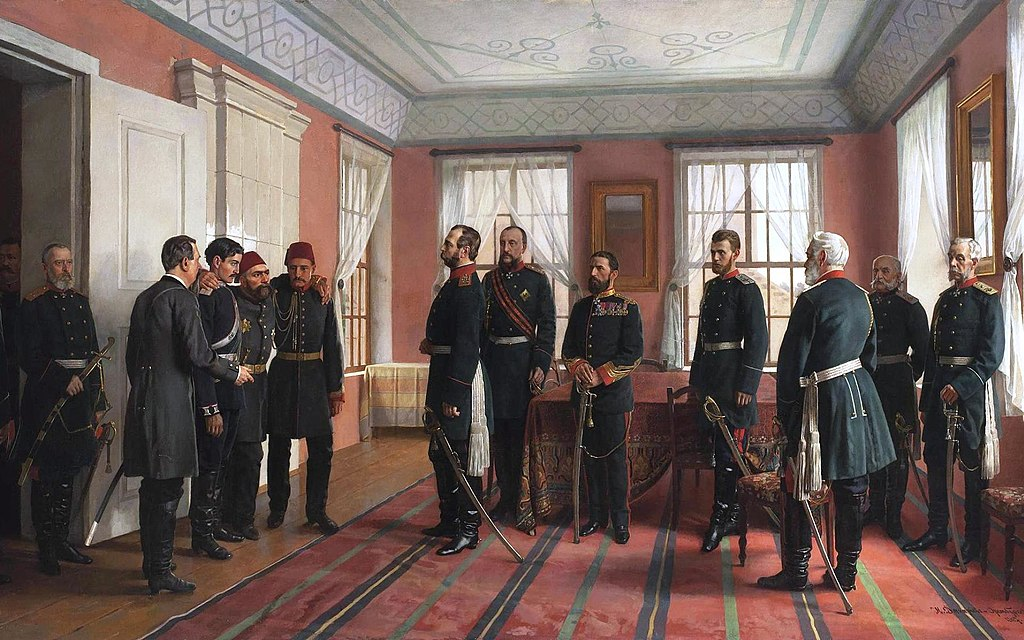
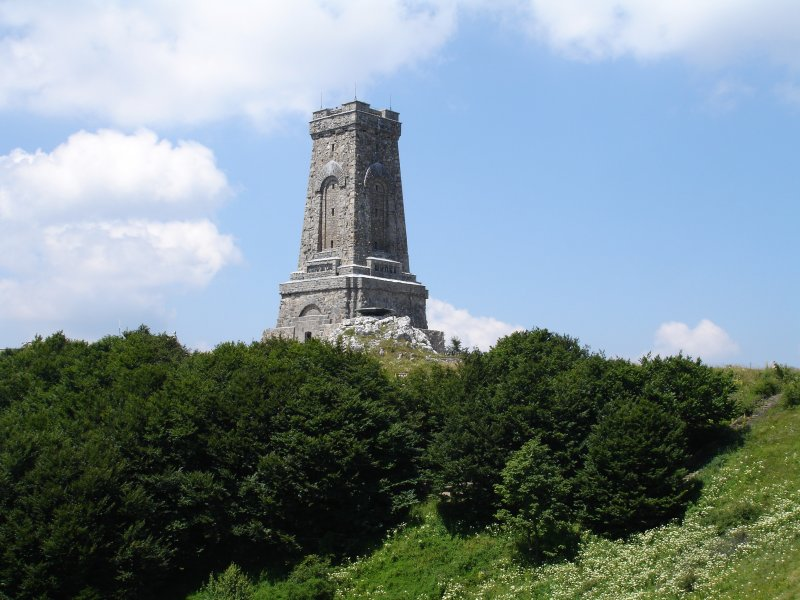
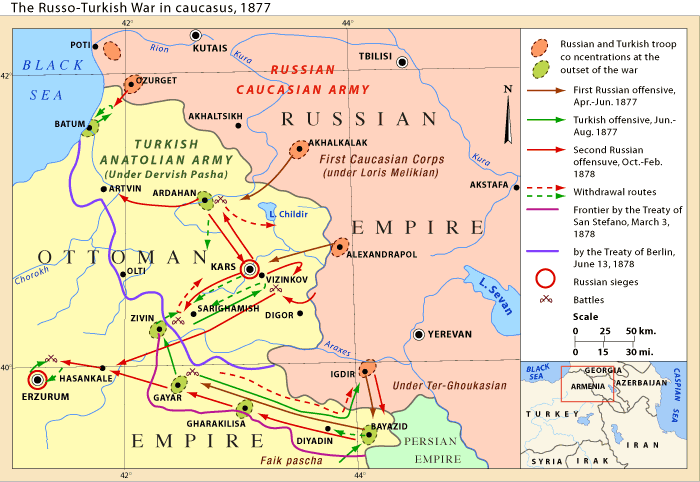